# Бурятский театр оперы и балета имени Г. Ц. Цыдынжапова
Буря́тский госуда́рственный академи́ческий теа́тр о́перы и бале́та имени народного артиста СССР Г. Цыдынжа́пова (бур. Г. Сэдэнжабовай нэрэмжэтэ Буряадай гγрэнэй дуури бγжэгэй эрдэмэй театр) — театр оперы и балета в городе Улан-Удэ. Основан в 1939 году путём реорганизации Бурятского драматического театра.

## История

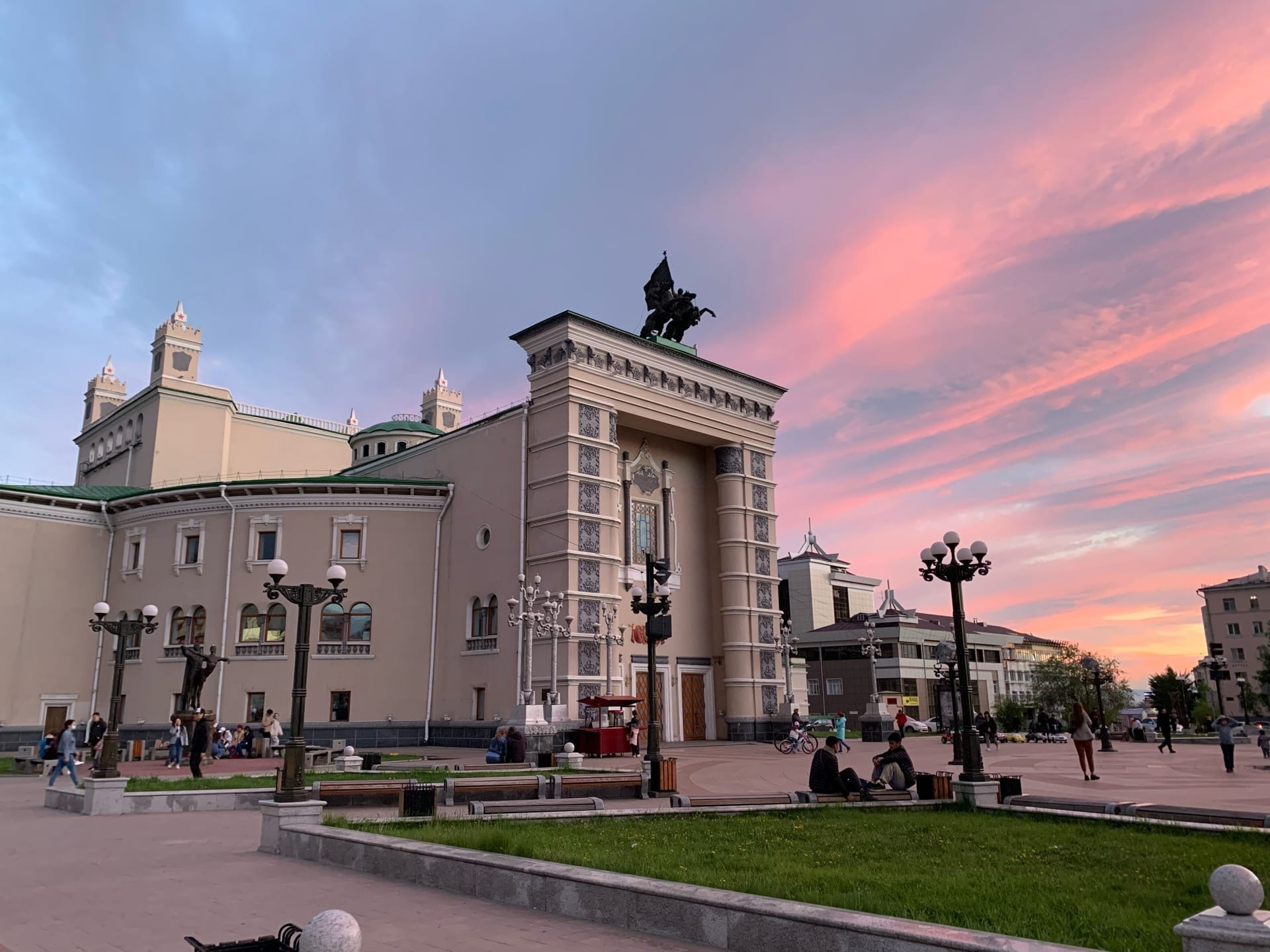
Здание театра в вечернее время. 8 июня 2021 года

В 1920-е годы в Бурят-Монгольской АССР появляется музыкальная школа, передвижные музыкальные курсы. В 1929 году в Улан-Удэ была открыта музыкально-театральная студия, на базе которой в 1931 году был создан техникум искусств.
В первые годы в музыкальном театре Бурятии работали композиторы: П. М. Берлинский, М. П. Фролов, В. И. Морошкин (1909—1942), балетмейстеры: И. А. Моисеев, М. С. Арсеньев, дирижёр М. А. Бухбиндер, педагоги: Т. Глязер, В. Обыденная, режиссёры: И. Туманов, Александр Васильевич Миронский (1899—1955), актёр и режиссёр Г. Ц. Цыдынжапов, художники: Г. Л. Кигель, А. Тимин и другие.
В 1938 году в Бурятском драматическом театре была поставлена первая национальная музыкальная драма «Баир» П. Берлинского на текст Г. Цыдынжапова и А. Шадаева. В 1940 году драма была поставлена во второй редакции совместно Б. Ямпиловым. Во многих национальных театрах СССР в то время музыкальная драма была переходным жанром к опере.
20 декабря 1939 года Президиум ЦИК Бурят-Монгольской АССР принял постановление о реорганизации национального драматического театра в музыкально-драматический. В труппу поступили выпускники театральных и музыкальных училищ, увеличились хор и оркестр.
20 октября 1940 года в Москве началась I Декада бурят-монгольского искусства. Театр показал музыкальные драмы «Баир» П. Берлинского и «Эржен» В. Морошкина и первую бурятскую оперу «Энхэ-Булат батор» по мотивам национального эпоса. Указом Президиума Верховного Совета СССР театр был награждён орденом Ленина. Главному режиссёру Г. Цыдынжапову было присвоено звание народного артиста СССР.
Во время Великой Отечественной войны театр создал несколько концертных бригад, выступавших в воинских частях и госпиталях в Улан-Удэ, Забайкалье и на Дальнем Востоке. Зимой 1943 года концертная бригада под руководством Г. Цыдынжапова провела более 60 концертов в частях Белорусского фронта. В 1943 году театр поставил свой первый балетный спектакль — «Бахчисарайский фонтан» Б. Асафьева, и оперу «Евгений Онегин» П. Чайковского.
В 1946 году часть молодых исполнителей была отправлена на учёбу в Москву, Ленинградскую консерваторию и хореографическое училище им. А. Я. Вагановой. Г. Цыдынжапов проходил режиссёрскую практику во МХАТе. В 1948 году музыкальный театр был отделён от драматического. На основе музыкального театра был создан Бурятский театр оперы и балета.
В 1952 году для театра было построено здание на 718 мест. Автор проекта — архитектор А. Фёдоров. Над центральным порталом установлена скульптурная группа «Всадники» с развёрнутым знаменем, скульптор — А. И. Тимин. 1 мая состоялось торжественное открытие театра, первый спектакль поставлен 7 ноября 1952 года.
В 1959 году в Москве состоялась Вторая декада бурятского искусства. Были поставлены опера «Побратимы» Д. Аюшеева, балет «Красавица Ангара» Л. Книппера и Б. Ямпилова, удостоенный в 1973 году Государственной премии РСФСР им. М. Глинки, и балет «Во имя любви» Ж. Батуева и Б. Майзеля. По итогам Второй декады звания народного артиста СССР был удостоен Л. Линховоин, народных артистов РСФСР — Л. Сахьянова, Н. Петрова, Б. Балдаков.
В конце 1950-х — начале 1960-х годов в театре были осуществлены постановки более 70 опер и балетов. В 1979 году после гастролей в Москве и Ленинграде театру было присвоено звание «Академического». Почётное звание «академического театра», успех в Москве, Ленинграде, на юге страны в 1979 году стали мощным стимулом дальнейшего роста и совершенствования театра. В 1970—1980-е годы на сцене Бурятского театра выступало немало талантливых мастеров. Их лучшие творческие находки стали вкладом в историю национального музыкально-театрального исполнительства. Это народные артисты СССР — балерина Л. Сахьянова, солисты оперы Л. Линховоин, К. Базарсадаев, Д. Дашиев, народные артисты РСФСР С. Раднаев, В. Буруев, Л. Левченко, И. Кузьмина, солисты балета, народные артисты РСФСР П. Абашеев, О. Короткова, А. Павленко, В. Ганженко, Е. Самбуева, Ю. Муруев, Вера Лыгденова и др.
Большой вклад в успех театра внесли главный дирижёр И. Ю. Айзикович и директор Д. Ш. Яхунаев, заслуженный деятель искусств РСФСР, музыкант по образованию, возглавлявший театр с 1965 г. по 1986 г.
В 1980-е годы лауреатами различных международных и российских конкурсов становились молодые солисты оперы Г. Шойдагбаева (ныне народная артистка СССР), заслуженные артисты РСФСР — В. Бальжинимаев, Ольга Аюрова, Б. Бороев, В. Цыдыпова, в 1990-е годы — Е. Шараева, Т. Шойдагбаева, Б. Будаев, Д. Занданов.
Постановки конца 1990-х годов:
- Балет К. Хачатуряна «Чиполлино». Балетмейстер Г. Майоров, дирижёр М. Балдаев.
- Опера П. Чайковского «Пиковая дама» (1999). Музыкальный руководитель и дирижёр Р. Моисеев, режиссёр-постановщик Л. Эрдэнэбулган (Монголия).
- Оперетта И. Штрауса «Летучая мышь». Музыкальный руководитель Р. Моисеев. Режиссёр-постановщик и балетмейстер А. Голышев.
- Опера Ш. Гуно «Фауст».

В 1999 году прошли гастроли театра в Монголии.
Театр осуществлял международные проекты с Монголией, США, Китаем, участвовал в международном фестивале балета в Киеве, на сцене национальной оперы. Гастроли в КНР охватили 26 городов, среди которых Пекин, Шанхай, Шэньян, Хайкоу, Ганьчжоу и другие. Коллектив балета представлял искусство Республики Бурятия на международном фестивале в г. Даляне. Проходят гастроли театра и в соседних регионах: Алтайском крае, Иркутской области, Забайкальском крае, Агинском Бурятском округе.
В 2007 году прошли гастроли балетной труппы театра на Украине, городах Днепропетровске и Донецке. Гастроли 2008—2009 годов: Чита, Иркутск, Ангарск, Шелехов, Усолье-Сибирское, Улан-Батор и Эрдэнэт (Монголия). С 12 по 20 декабря 2009 года состоялись гастроли балетной труппы театра в Томске, были представлены спектакли «Лебединое озеро», «Тысяча и одна ночь», «Жизель» и детский спектакль «Буратино».

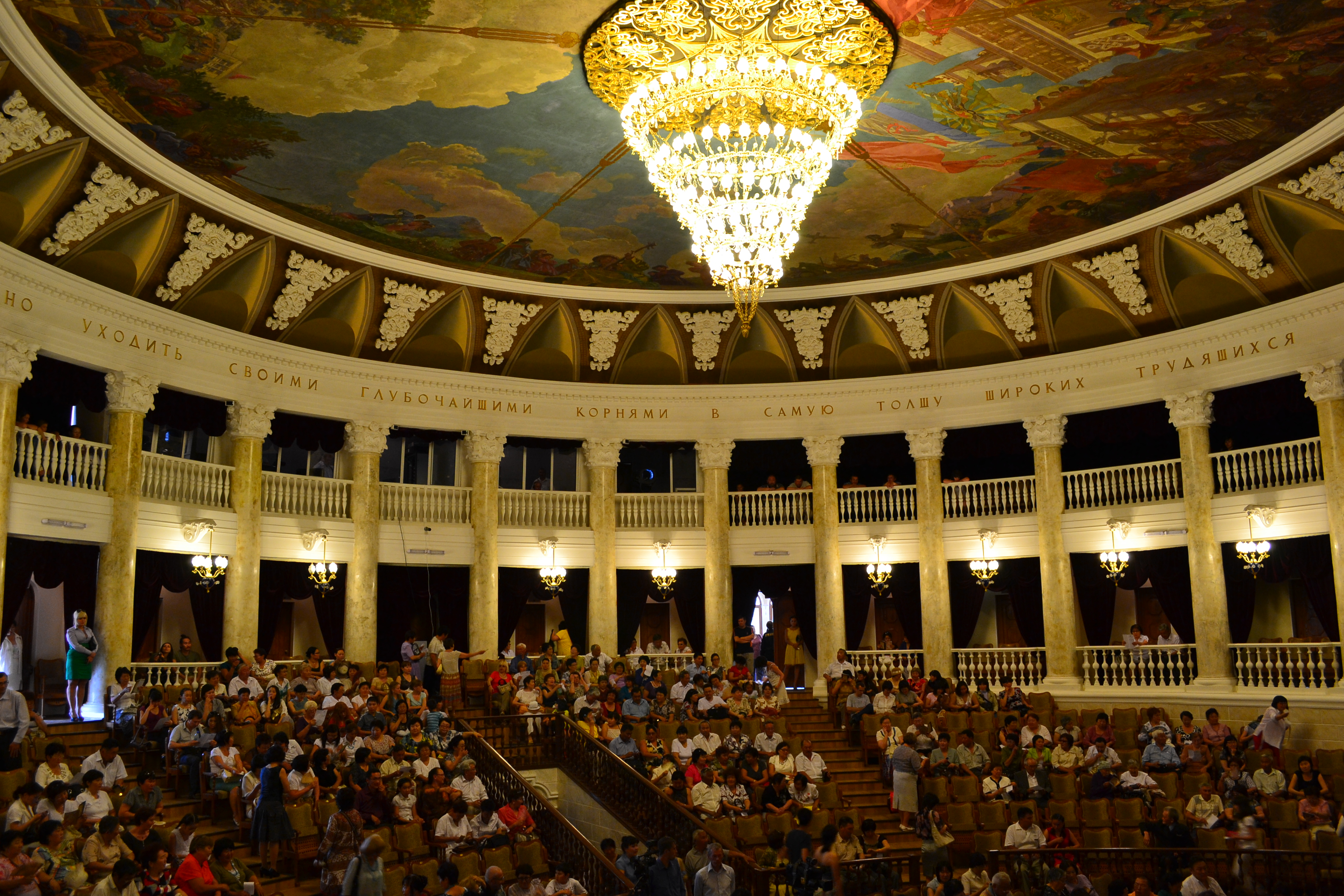
Зрительный зал. 2011 год
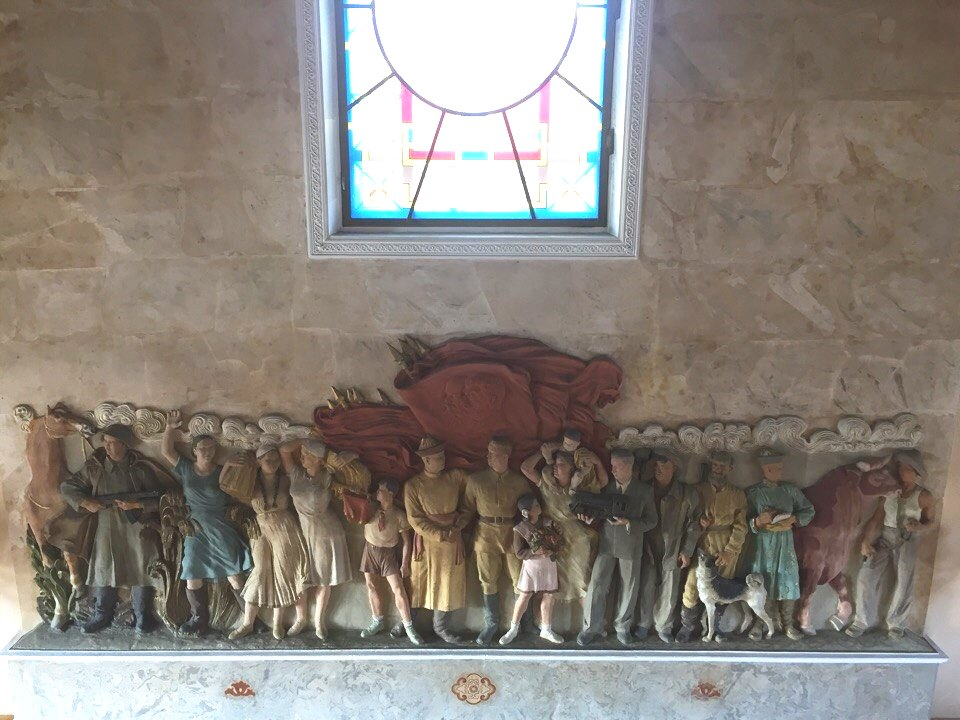
Барельеф внутри театра после реконструкции (с добавленным профилем Сталина)
Памятник Абашееву и Сахьяновой
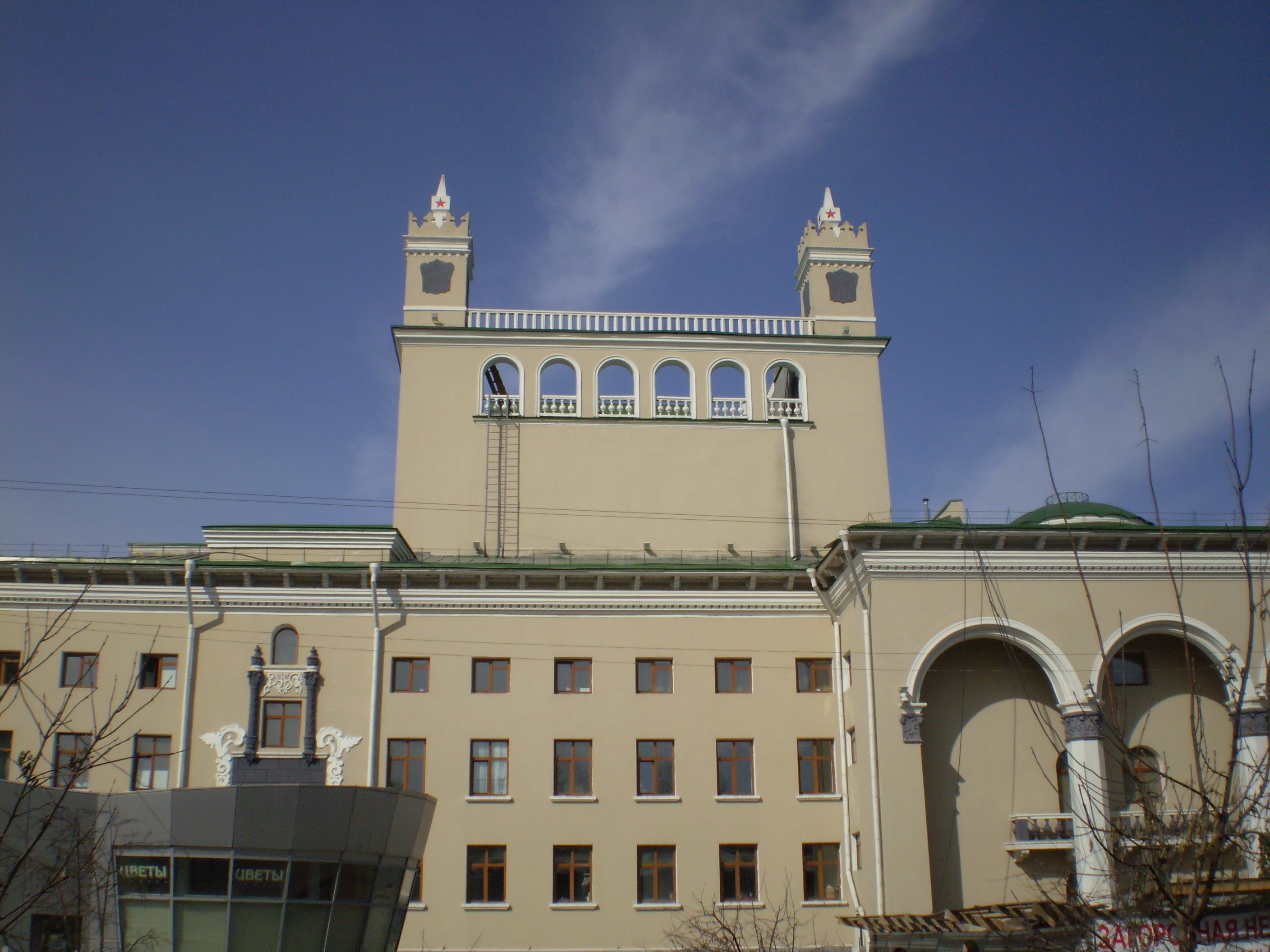
Здание театра. Восточная сторона.

В октябре 2010 года по рекомендации Министерства культуры РФ художественным руководителем театра был назначен молодой российский дирижёр и композитор Антон Лубченко. Его руководство в сезон 2010—2011 года стало заметным этапом в истории развития театра. За год работы был укомплектован штат оркестра, освоен новый репертуар. По инициативе и приглашению Лубченко в театр для работы приехал известный хореограф Питер Куанц, который поставил три одноактных балета специально на труппу театра. Благодаря стараниям Лубченко состоялся показ упомянутых балетов на сцене Большого театра в Москве. Это было первое в истории Бурятского театра выступление на главной сцене страны. По инициативе Лубченко на базе театра был организован музыкальный фестиваль «Времена года», на концертах которого впервые с симфоническим оркестром театра выступили такие музыканты как Денис Мацуев, Андрей Гугнин, Регина Черничко, солисты Большого и Мариинского театра.
По приглашению и инициативе Лубченко немецкий режиссёр и общественный деятель Ханс-Иоахим Фрай провёл в Бурятском оперном театре один из этапов прослушиваний Международного конкурса оперных певцов «Competizione dell' Opera», благодаря чему два солиста театра, Аюна Базургуруева и Мунхзул Намхай, выступили на сцене Большого театра в рамках финала конкурса. За год работы Лубченко подготовил с коллективом театра к исполнению новый оперный, симфонический и балетный репертуар: «Паяцы» Р. Леонкавалло, «Сельская честь» П. Масканьи, «Энхе-Булат Батор» М. Фролова, балеты Питера Куанца, симфонические сочинения С. Прокофьева, Д. Шостаковича, А. Брукнера, Р. Вагнера, П. И. Чайковского, И. Стравинского, Л. Бетховена, Б. Бриттена. Многие сочинения прозвучали в Бурятии впервые.
Здание театра шесть лет находилось на реконструкции, первый этап которой завершился в 2011 году. В это время театр продолжал выпускать премьерные спектакли, проводил гастроли. С 23 по 25 мая 2011 года состоялись гала-концерты, посвященные открытию театра после комплексной реконструкции и реставрации под управлением Антона Лубченко, который покинул пост в сентябре 2011 года. Сразу же после открытия театра на его сцене прошел Первый международный Байкальский конкурс вокалистов конкурсе приняли участие 35 певцов из Монголии, городов России: Москвы, С-Петербурга, Якутска, Иркутска, Новосибирска, Улан-Удэ. В 2015 году состоялся II Байкальский международный конкурс вокалистов.
В октябре 2011 года состоялись гастроли театра в Москве на Новой сцене Большого театра. В конце 2011 года состоялась премьера оперы «Кармен» Ж.Бизе на французском языке (до этого опера исполнялась на русском, по советской традиции), постановка балета «Щелкунчик». Сезон 2012 года открыла опера Р. Вагнера «Летучий голландец» в постановке Ханса-Йоахима Фрая. Премьера прошла в рамках «Года Германии в России» при поддержке Института им. Гёте и Министерства культуры РФ. Проект был инициирован Лубченко, Министерством культуры РБ и МИДом России ещё в конце 2010 года, как совместный проект Германии и России.
В 2012 году балет Бурятии возглавил японский артист балета Морихиро Ивата (в прошлом солист Большого театра), оперную труппу обновили выпускники ведущих российских консерваторий (Санкт-петербургской, Московской, Новосибирской и др.), Монгольской академии музыки. Летом 2015 года солист Бурятского театра оперы и балета Ариунбаатар Ганбаатар стал лауреатом и обладателем Гран-при XV международного конкурса им. П. И. Чайковского.
В 2016 году театр выиграл грант среди российских театров 2016 года на постановку балета «Красавица Ангара». Весной 2019 года по приглашению Морихиро Ивата балетмейстером Александром Мишутиным (Япония) в театре осуществляется постановка балета «Талисман». Осенью стало известно, что спектакль номинирован за Национальную премию «Золотая маска» и 29 февраля 2020 года он был представлен в рамках её основной программы в Москве на сцене театра «Геликон-опера». В мае 2017 года, по предложению Даримы Лхасарановны, в театре была поставлена опера «Бал-маскарад».
В июле 2019 года впервые состоялась Лаборатория молодых хореографов, собравшая балетмейстеров из Москвы, Риги, С-Петербурга, Улан-Удэ. По её результатам появился проект «Бурятские сказки и легенды».
Главной весенней премьерой 2020 года должна была стать оперы «Травиата» Верди в постановке Владимира Бочарова. Однако после рабочей сдачи спектакля в марте этого года из-за пандемии премьера была отложена на следующий сезон и состоялась в январе 2021 года.
В октябре 2021 года на должность художественного руководителя Бурятского государственного академического театра оперы и балета приглашается Владимир Рылов. В марте 2022 года прошла премьера спектакля Владимира Рылова по опере Н. А. Римского-Корсакова «Царская невеста». Покинул должность 31 марта 2025 года по собственному желанию.

### Знаменитости прошлых лет
В 1970-х годах
Певцы: народный артист СССР Лхасаран Линховоин, народный артист Бурятской АССР В. Я. Буруев, А. И. Жмурова, Саян Раднаев и другие. Артисты балета: народный артист СССР Лариса Сахьянова, народный артист РСФСР Пётр Абашеев, засл. арт. Бурятии и засл. арт. России Алексей Павленко, Григорий Багадаев и другие. Главные дирижёры — Г. Е. Слупский, Иосиф Айзикович, главный режиссёр — народный артист РСФСР Содном Будажапов, режиссёр — заслуженный деятель искусств Бурятской АССР H. E. Логачёв, главный балетмейстер — А. Г. Батубаева, главный художник — народный художник РСФСР А. И. Тимин.
В 1980-х годах
Лхасаран Линховоин, Ким Базарсадаев, Дугаржап Дашиев, народные артисты РСФСР Саян Раднаев, В. Буруев, Л. Левченко, И. Кузьмина, Лариса Сахьянова, народные артисты РСФСР О. Короткова, Алексей Павленко, В. Ганженко, Екатерина Самбуева, Юрий Муруев, Татьяна Дудеева, Галина Шойдагбаева, Вячеслав Бальжинимаев, Ольга Аюрова, Болот Бороев, Валентина Цыдыпова, солист А. Барбонов и другие. Владимир Рылов в 1986—1989 годах руководил театром.
В 1990-х годах
Солисты оперы: Ким Базарсадаев, Дугаржап Дашиев, Галина Шойдагбаева, Елена Шараева, Максим Раднаев, Батор Будаев, Дамба Занданов, Оксана Хингеева, Марина Коробенкова, Болот Бороев, Виктория Базарова и другие.
В 2000-х годах
Солисты оперы: Галина Шойдагбаева, Валентина Цыдыпова, Марина Коробенкова, Билигма Ринчинова, Туяна Дамдинжапова, Вера Васильева, Аюна Базаргуруева, Татьяна Шойдагбаева, Оксана Хингеева, Эржена Базарсадаева, Ольга Жигмитова, Дамба Занданов, Батор Будаев, Баиржаб Дамбиев, Сергей Фоменко, Баир Цыденжапов, Мунхзул Намхай, Доржо Шагдуров, Бадма Гомбожапов, Эдуард Жагбаев и другие.
Солисты балета: Баярма Цыбикова, Вероника Миронова, Анастасия Самсонова, Лия Балданова, Евгения Мижитова, Евгения Бальжинимаева, Елена Хишиктуева, Ксения Федорова, Булыт Раднаев, Баир Жамбалов, Баярто Дамбаев, Владимир Кожевников, Иннокентий Иванов, Виктор Дампилов, Баир Цыдыпылов, Батор Надмитов и другие.

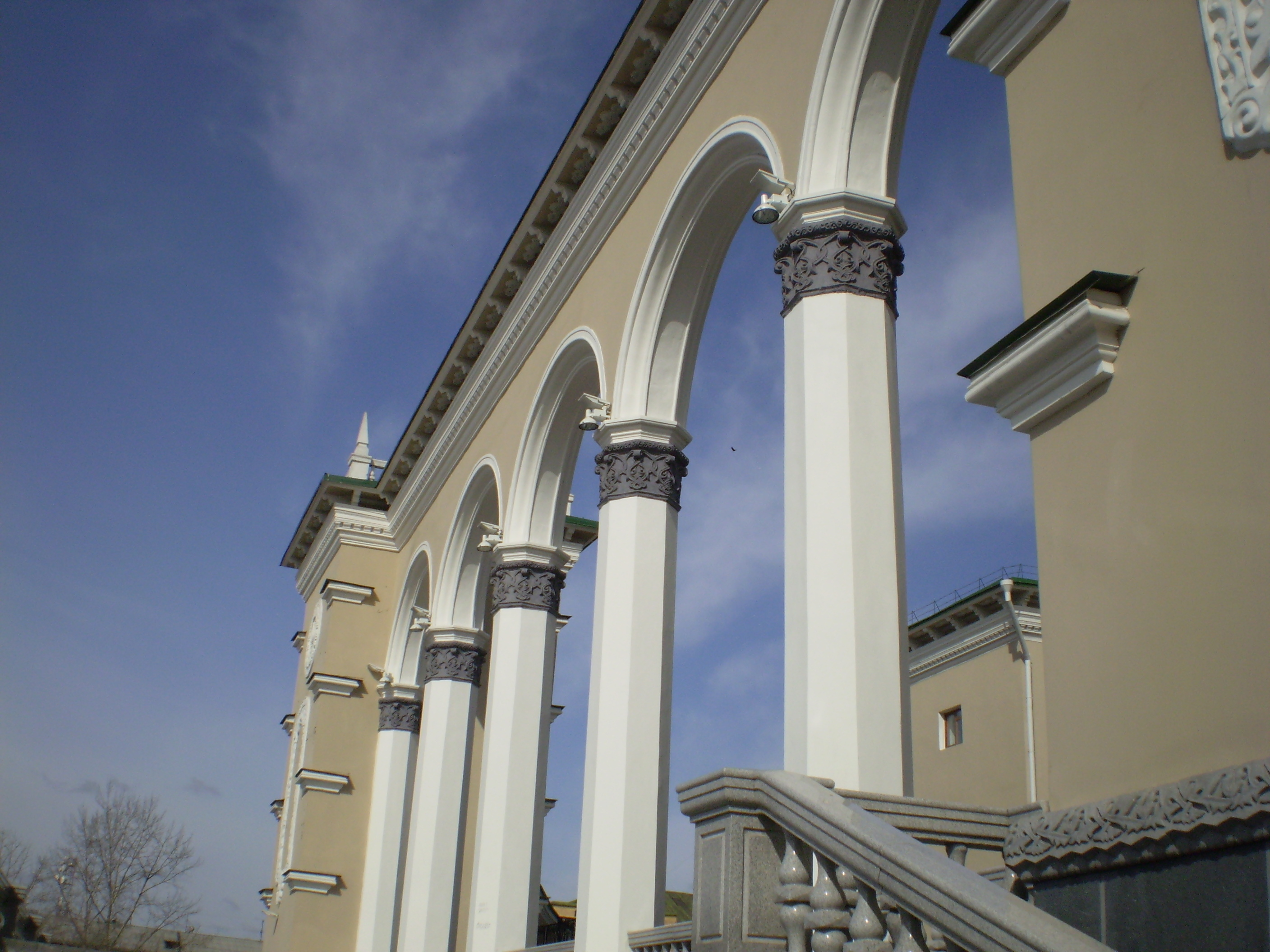
Здание театра. Южная сторона.
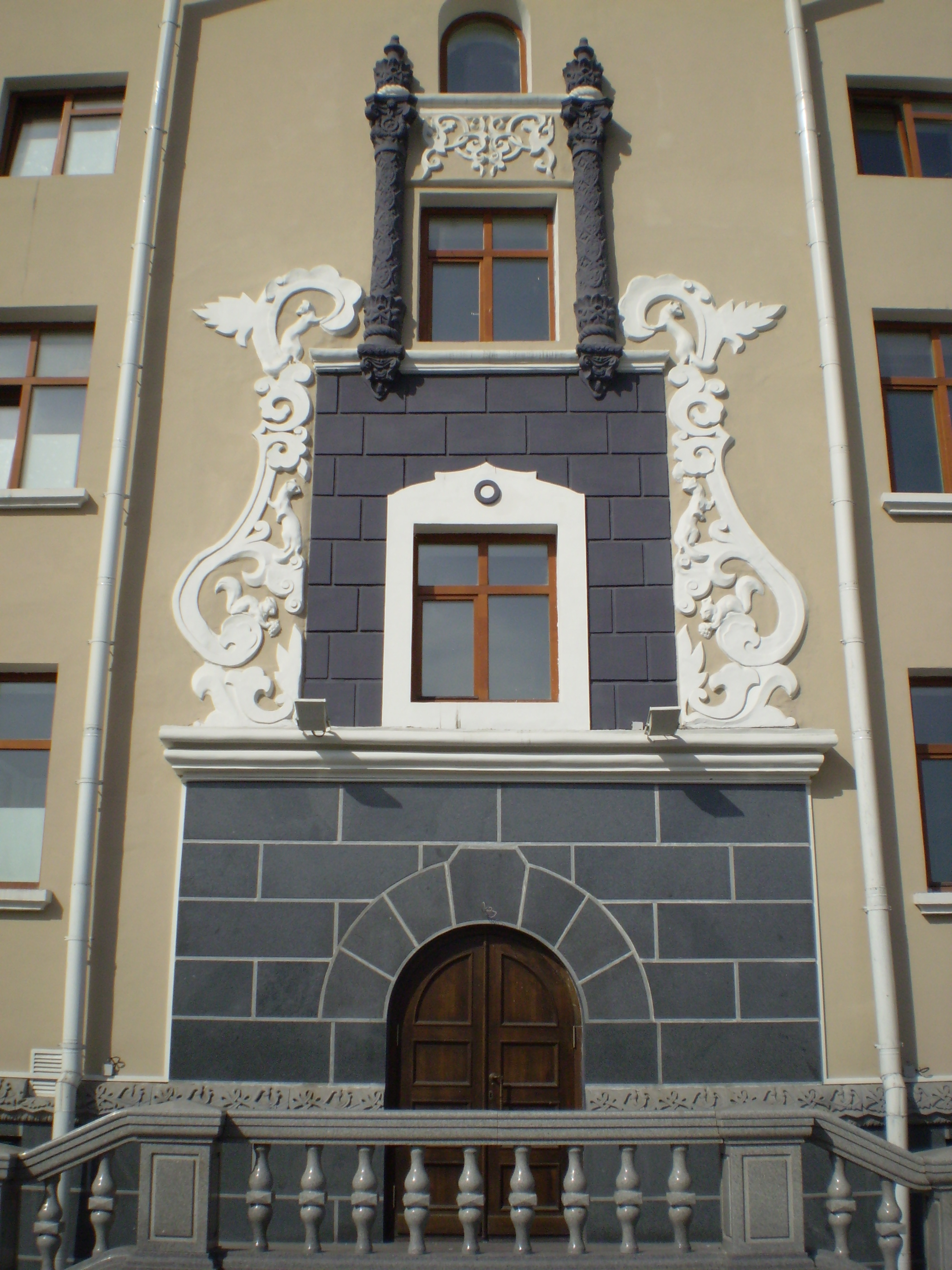
Здание театра (фрагмент).
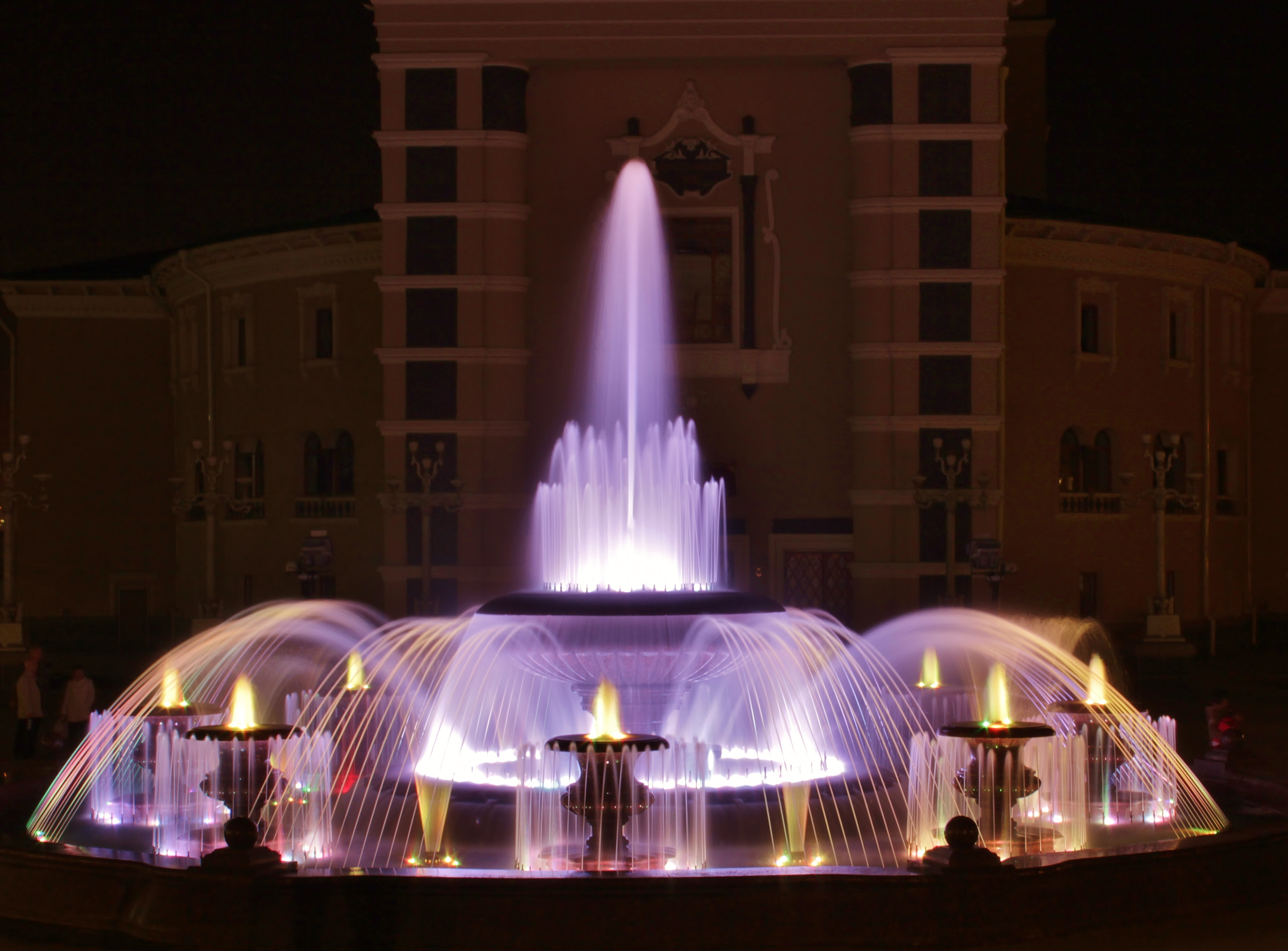
Светомузыкальный фонтан перед фасадом
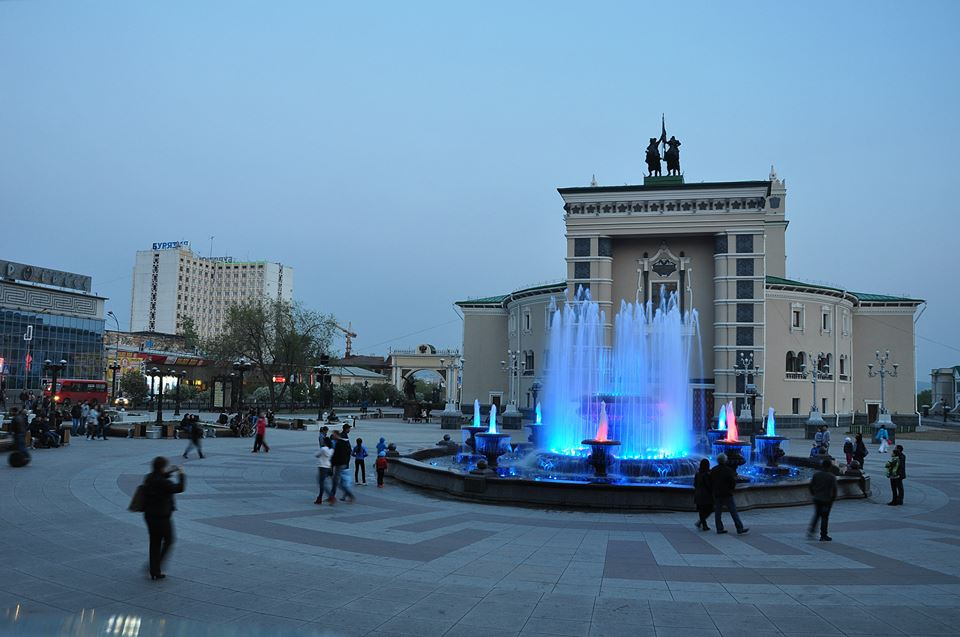
Площадь перед театром

«Королевой звуков» называют музыкальные критики народную артистку СССР Галину Шойдагбаеву, лауреата Государственной премии Республики Бурятия, лауреата трех Международных конкурсов, уникальное, удивительное сопрано. Поет на сцене театра Валентина Цыдыпова, заслуженная артистка РСФСР, ярчайшая представительница современного вокального искусства. Вступили в пору творческого расцвета обладательницы сопрано — Марина Коробенкова, Билигма Ринчинова, Туяна Дамдинжапова. В театре сильная меццо-сопрановая группа голосов: Т. Шойдагбаева, О. Хингеева, Э. Базарсадаева, молодая О. Жигмитова. Появились солисты с сильными мужскими голосами: Б. Гомбожапов, М. Намхай, Б. Дамбиев, Д. Шагдуров. С самой лучшей стороны зарекомендовал себя на сцене и на гастролях молодой творческий коллектив балета: Б. Цыбикова, В. Миронова, А. Самсонова, Б. Дамбаев, Б. Раднаев, Б. Жамбалов. Художественный руководитель балета — Екатерина Самбуева. Главный художник — Михаил Болонев.

## Здание театра
Здание театра является памятником архитектуры федерального значения. Здание в стиле сталинского ампира с национальными декоративными элементами строилось с 1945 по 1952 год.
В 1934 году архитектор архитектурно-проектных мастерских Моссовета А. Н. Фёдоров разработал для Улан-Удэ проект Дворца социалистической культуры. Предполагалось сооружение «большого научно-культурного комбината», в составе концертного зала, театра, библиотеки, музея, научно-исследовательского института. Этот проект не был утверждён. Новый проект Музыкально-драматического театра был разработан А. Н. Фёдоровым в 1936 году. Строительство началось в 1938 году, но вскоре было остановлено. Предполагалось возобновить строительство в 1940 или 1941 году, но из-за войны этого не было сделано. Работы продолжились после окончания Великой Отечественной войны в 1945 году. В 1950 году А. Н. Фёдоров умер. С осени 1951 года строительством театра занимался архитектор В. А. Калинин. Росписи плафона зрительного зала выполняли художники Г. И. Рублёв и Б. В. Иорданский.
В 2006 году в здании театра начата реконструкция. 23 мая 2011 года после шестилетней реконструкции и реставрации здание театра оперы и балета вновь открылось. Однако работы ещё не закончены, во второй очереди реставрации театра и строительство новых репетиционных залов, а также балетного зала и студии звукозаписи. Кроме того, появятся гостевые комнаты для приглашенных специалистов и артистов. Лишь после выполнения этих работ можно будет говорить о полном завершении таких масштабных и значимых преобразований.

## Репертуар
Всего за более чем 70-летнюю историю театра было поставлено более 300 спектаклей российской, мировой классики и по произведениям бурятских композиторов.

### Бурятские оперы советского периода
- «На Байкале» Л. К. Книппера (1948, 2-я редакция 1958)
- «Мэдэгмаша» С. Н. Ряузова (1949, 2-я редакция «У подножья Саян» в 1953)
- «Побратимы» (1958), «Братья» (1961) Д. Д. Аюшеева,
- «У истоков родника» (1960), «Прозрение» (1967), «Чудесный клад» (1970) Б. Б. Ямпилова.
- В 1971 году была восстановлена опера М. П. Фролова «Энхэ-Булат батор». В 2011 году режиссёр Олег Юмов и дирижёр Антон Лубченко представили зрителям оперу в современном прочтении.

### Бурятские балеты разных лет
- «Свет над долиной» Ряузова (1956, первый бурятский балет)
- «Во имя любви» Ж. Ж. Батуева и Майзеля (1958)
- «Красавица Ангара» Б. Б. Ямпилова и Л. К. Книппера (1959, вторая редакция в 1972 году)
- «Цветы жизни» (1962), «Гэсэр» (1967), «Джангар» (1971) Ж. Ж. Батуева
- «Патетическая баллада» Б. Б. Ямпилова (1967)
- «Dzambuling» А. Лубченко и Питера Куанца (2011, в 2012 удостоен Государственной премии Республики Бурятия)

### Оперы советского периода на русском языке
«Тихий Дон» (1955), «В бурю» (1958); «Овод» Спадавеккиа (1962), «Анна Снегина» Холминова (1967)

### Прочие постановки советского периода (балет)
«Красный мак» (1951); «Шурале» Яруллина (1955), «Тропою грома» (1964); «Легенда о любви» Меликова (1966), «Спартак» (1970) и другие.

## Конкурсы и мероприятия связанные с театром
1. Фестиваль оперы им. народного артиста СССР Л. Линховоина;
2. Фестиваль балета им. народной артистки СССР Л. Сахьяновой и заслуженного артиста РСФСР П. Абашеева;
3. Байкальский международный конкурс вокалистов;
4. Международный конкурс вокалистов имени народного артиста СССР К. Базарсадаева
5. Региональный конкурс вокалистов имени народного артиста СССР Д. Дашиева